# Западнотюркские языки
Западнотю́ркские (западноху́ннские) языки — ветвь тюркских языков. У Н.А. Баскакова данный таксон выделяется в противоположность восточнотюркской (восточнохуннской) ветви.

## Состав
Общепризнано разделение западнотюркских на:
- огузские (саларский у Потанина и Баскакова трактуется как восточнотюркский уйгуро-тукюйский или хакасский);
- кыпчакские (без киргизско-кыпчакских);
- карлукские (карлукско-хорезмийские).

Карлукские считаются сохранившими больше общих с восточнотюркскими особенностей.
Все западнотюркские языки отражают пратюркское -d- в виде -j-, возможны дальнейшие модификации (исчезновение, изменение качества звука).

### Саларский язык
Саларский язык у Г.Н. Потанина и Н.А. Баскакова относится к восточнотюркским. У Потанина он относится к саянским, Баскаков трактует как переходный от саянских к хакасским, причём язык определяет как уйгуро-огузский диалект уйгурского языка наравне с сарыг-югурским.
В саларском действительно попадаются слова с -d- и даже вместо -j- (jalaŋ adax 'босой', но ajax 'нога'; adyğ 'медведь'), но эти слова являются древними заимствованиями из древнеуйгурского языка.

### Киргизско-кыпчакские языки
Киргизско-кыпчакские языки сочетают в себе западнотюркские и восточнотюркские особенности, в особенности южноалтайский язык. Традиционно киргизско-кыпчакские трактуются как восточнотюркские языки, подвергшиеся кыпчакскому влиянию. Существует и концепция, признающая киргизский и близкородственный плохо описанный ферганско-кыпчакский язык кыпчакскими, но отказывающая южноалтайскому в кыпчакском характере. Киргизско-кыпчакские могут также описываться как отдельная ветвь тюркских.
Н.А. Баскаков колеблется между двумя подходами с небольшим предпочтением восточнотюркской гипотезы. В его исследовании по тюркским на стр. 60 в главе, посвященной Среднетюркской эпохе (X—XV вв.), очень осторожная формулировка: «Что же касается … киргизского и алтайского (южных диалектов), то последние генетически были связаны с древнекиргизским языком, но в процессе своего формирования приобрели также некоторые черты кыпчакских языков, с которыми они были в тесном взаимодействии». В разделе, посвященном непосредственно «восточнохуннской» киргизско-кыпчакской группе (со стр. 207), формулировки более откровенны. «Языки этой группы имеют своим субстратом диалекты древних киргизских племен» (древнекиргизский сопоставляется с древнеогузским и древнеуйгурским, язык -z-, хакасская группа выводится из всех трех), «однако современный состав киргизского и алтайского языков показывает, что они в значительной степени трансформировались и представляют собой уже языки более поздней формации, образовавшиеся в результате смешения с языками кыпчакских племен», «своеобразные особенности, по которым киргизский и алтайский языки отличаются от других кыпчакских языков … сближают их с другими алтайскими» (автор имеет в виду «восточнохуннские»)… «Судя по типологии и основным особенностям, киргизский язык в более позднее время подвергся ассимиляции со стороны кыпчакских языков»…
Аналогичная двойственность наблюдается и в его же статье для сборника «Языки мира. Тюркские языки». Причём если в своей книге автор колеблется между двумя классификациями с креном в сторону «восточнохуннских», то в статье для сборника он фактически склеивает обе точки зрения. Стр. 179: «Алтайский язык — один из тюркских языков кыпчакско-киргизской подгруппы кыпчакской группы… имеет значительные общие черты с киргизским языком, вместе с которым составляет одну подгруппу восточных киргизско-кыпчакских языков».

### Северноалтайские языки
Северноалтайские языки ещё более сближены с восточнотюркскими, чем киргизско-кыпчакские, из-за чего часто рассматриваются как хакасские языки. Традиционно северноалтайский кондомский и хакасский мрасский объединяются под названием шорского языка, северноалтайский нижнечулымский и хакасский верхнечулымский под названием чулымского языка. Северноалтайские языки также сближаются с южноалтайским, гипотетическая группа называется горноалтайской.
У Н.А. Баскакова все эти идиомы описываются как хакасские, но в классификационной схеме автор фактически указывает их смешанный характер.

### Карлукско-уйгурские языки. Халаджский язык
В числе западных тюркских рассматриваются восходящие к нему карлукско-уйгурские (единственный сохранившийся представитель — халаджский (аргу)). Характерная особенность: сохранение -d- (-δ-) вместо -j-, а также *ń > n.
У Н.А. Баскакова карлукско-уйгурские (и карлукско-хорезмийские) в историко-генеалогической схеме фигурируют как «западнохуннские», но в главе, посвященной карлукским (стр. 170—184), написано буквально следующее: «Карлукская группа языков занимает среднее положение между западнохуннской и восточнохуннской общностями… В процессе развития тюркских литературных языков происходила постепенная утрата восточных черт… и появление в них характерных западных черт», далее — «…узбекский и новоуйгурский разговорные языки сформировались, с одной стороны, на основе языков древних уйгурских, тюргешских и карлукских племен, а с другой — на основе языка огузов и кыпчаков, причем в формировании узбекского языка следует отметить участие главным образом кыпчаков, входивших частично в состав улуса Чагатая и в состав Большой Ногайской орды».

### Булгарские языки
Причисление булгарских у Н.А. Баскакова к западнотюркским вряд ли может быть обосновано уже в силу того, что булгарский языковой тип оформился в древнейшую эпоху. В булгарских обнаруживаются следующие рефлексы -d-: -d-, -δ-, -z-, -r-. Причём это изменение встречается даже тогда, когда в остальных тюркских -d- сохраняется: *budaj/*buzaj (> венгерское búza), современное чувашское пăри 'полба' - пратюркское *bugdaj с сохранением -d- в современных тюркских.

## Статус группы
Разделение тюркских на восточные и западные не является чисто генеалогическим, некоторые исследователи не пользуются им.
Помимо неоднозначности трактовок ряда языков, Н. А. Баскаков указывает, что разделение тюркских на западные и восточные является результатом консолидации и перегруппировки племен.
Западнотюркские рассматриваются в морфологическом, лексическом и фонетическом аспектах. В карлукских, а особенно в киргизско-кыпчакских и северноалтайских лучше сохраняются особенности, объединящие западные тюркские с восточными. В западнотюркских значителен удельный вес иранских и арабских заимствований, тогда как в восточнотюркских заимствования из монгольских, тунгусо-маньчжурских в основном. В плане фонетики согласные звуки в целом более устойчивы по сравнению с согласными, в восточнотюркских интервокальное озвончение более частотно.
Западнотюркские и восточнотюркские языки противопоставляются также в культурологическом плане. Носители западных тюркских мусульмане (встречаются также православные, иудеи), носители восточных тюркских православные, буддисты, бурханисты, приверженцы шаманизма, язычества.

### Западнотюркские языки в работах современных исследователей
Западнотюркские как таксон признаются в классификациях М. Т. Дьячка и О. А. Мудрака.
В классификации М. Т. Дьячка западнотюркскими являются все языки, кроме булгарских, тувинских (саянских) и якутских.
В классификации О. А. Мудрака горно-алтайские языки причисляются к восточнотюркским (сибирским), но к западным и конкретно к карлукским языки рунических надписей и карлукско-уйгурские, в том числе халаджский.
В классификации А. В. Дыбо огузские составляют отдельную группу, тогда как карлукские и кыпчакские являются составной частью «центральных» тюркских.